# Etwatwa
Etwatwa (isiZulu) ist ein administrativer Bestandteil der Metropolgemeinde Ekurhuleni in der südafrikanischen Provinz Gauteng.

## Geographie
2011 hatte Etwatwa 151.866 Einwohner. Der Stadtteil liegt nordöstlich der Townshipsiedlung Daveyton und südlich des Sentrarand-Rangierbahnhofs. Östlich befindet sich die Grenze zur Provinz Mpumalanga.

## Geschichte
Etwatwa wurde als Townshipsiedlung im 20. Jahrhundert gegründet. In den 1980er Jahren nahm die Bevölkerung rasch zu, obwohl kaum Infrastruktur vorhanden war.

## Verkehr
Die National Route 12 führt südlich an Etwatwa vorbei. Eine Bahnstrecke führt durch Etwatwa ohne Halt zum Sentrarand-Rangierbahnhof.

## Persönlichkeiten
- John Mekoa (1945–2017), Jazzmusiker, geboren in Etwatwa